# 宮城運輸支局
宮城運輸支局（みやぎうんゆしきょく）は、宮城県内唯一の運輸支局であり、仙台市宮城野区扇町3丁目3-15に所在する。国土交通省東北運輸局の下部組織のひとつ。

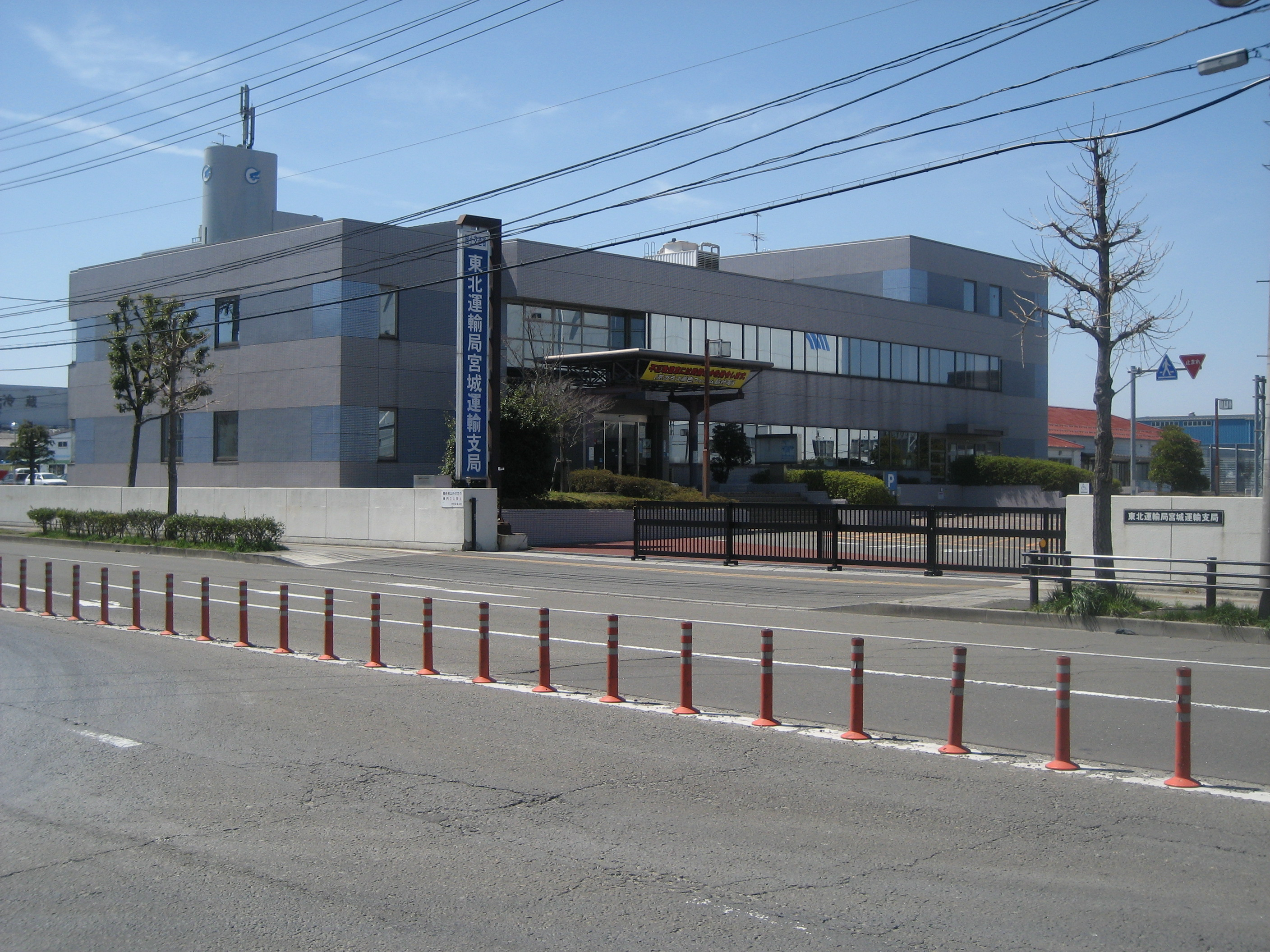
宮城運輸支局

自動車検査場での処理量は600-800台/日だが、繁忙期である3月は約1,500台/日になる。来庁者数は2,000人/日、繁忙期は約10,000人以上になる。

## 自動車登録管轄区域
宮城県全域。ただし仙台市がご当地ナンバーの対象地域のため、交付されるナンバープレートは仙台市以外は「宮城」ナンバーで、仙台市は「仙台」ナンバー。なお、1988年以前に交付されたナンバープレートは「宮」ナンバーであった。